# Rosenrot (singel)
Rosenrot (niem. czerwień róż) – utwór niemieckiego zespołu Rammstein, pochodzący z piątej studyjnej płyty zatytułowanej Rosenrot (2005). Jest to także drugi (po Benzin) teledysk i singel płyty.
Premiera teledysku miała miejsce 28 listopada 2005 roku, natomiast singel został wydany 16 grudnia (pierwotnie miał być to 9 grudnia).

## Historia
Początkowo wśród fanów Rammstein rozeszła się wiadomość, że Rosenrot będzie pierwszym singlem promujący czwarty album grupy – Reise, Reise (2004) – jednak później informacja ta została zdementowana. Pierwszym singlem okazał się być Mein Teil, a Rosenrot ostatecznie w ogóle nie trafił na płytę. Utwór zaistniał dopiero rok później, kiedy to wydano kolejny album, na którym znalazły się utwory pierwotnie odrzucone z Reise, Reise i wcześniejszych płyt.

## Utwór
Utwór prawdopodobnie zainspirowany został dziełami Król olch i Heidenröslein Goethego oraz twórczością braci Grimm. Piosenka opowiada o dziewczynie, która ujrzała rosnącą na szczycie góry różę. Normalne było, że zawsze dostawała to, czego chciała, dlatego gdy poprosiła swojego ukochanego, aby zdobył dla niej różę, ten się zgodził. Podczas wspinaczki pod młodzieńcem obsuwają się kamienie, co kończy się upadkiem.

## Teledysk
Podobną tematykę ma teledysk do utworu. Do pewnej górskiej wioski dociera sześciu podróżujących razem duchownych. Zostają ciepło przyjęci przez miejscowych, a jednemu z mnichów (Till) wpada w oko młoda dziewczyna. Dziewczynie udaje się omamić mnicha i namówić do morderstwa, prawdopodobnie swoich rodziców. Duchowny dopuszcza się zbrodni, a gdy wychodzi aby spotkać się z dziewczyną, ta podnosi raban: zjawiają się mieszkańcy wioski i pozostali duchowni. Mnich zostaje zlinczowany i spalony na stosie. W pierwszych sekundach teledysku pojawia się na ekranie oskalpowany barani łeb, co wskazuje na możliwość odbywania się w owej wiosce praktyk satanistycznych.
Członkowie zespołu po raz kolejny zadbali o to, aby teledysk był oryginalny. Po kontrowersyjnym Mein Teil, w którym uprawia się seks oralny z aniołem a później go zjada (w Niemczech emisja teledysku dozwolona była jedynie w godzinach nocnych, a w wielu krajach teledysk nigdy nie został wyemitowany w oryginalnej wersji; w polskiej telewizji spotyka się wersję obciętą), Rammstein wykorzystał motyw religijny.

Ludzie w górskiej wiosce, do której docierają duchowni, żyją skromnie i w staromodnym stylu, chociaż zauważyć można u nich czarno-białe zdjęcia, tak więc wydarzenia mogą rozgrywać się w pierwszej połowie XX wieku albo pod koniec XIX. Sam motyw zakochanego duchownego może wydać się kontrowersyjny, tym bardziej, gdy dołoży się do niego morderstwo. Duchowni są ascetami: żyją raczej skromnie, pokazane zostaje także to, jak okaleczają się w lesie, bijąc grubymi biczami po plecach.

Mimo to, teledysk przeszedł bez większego echa.
Zdjęcia do teledysku powstawały w Rumunii w pierwszej połowie listopada 2005 roku.

## Spis utworów
1. Rosenrot - single edit (03:48)
2. Rosenrot (The Tweaker remix by Chris Vrenna) (04:34)
3. Rosenrot (Northern Lite remix by Northern Lite) (04:46)
4. Rosenrot (3AM at Cosey remix by Jagz Kooner) (04:50)